# Ministère des Finances et du Crédit public
Le ministère des Finances et du Crédit public (espagnol : Ministerio de Hacienda y Crédito Público) est le ministère colombien responsable des finances et du budget, ainsi que de la politique économique adoptée par le Congrès.

## Liste des ministres
| N° | Ministre                                | Début              | Fin                | Observation |
| -- | --------------------------------------- | ------------------ | ------------------ | ----------- |
| 1  | Aristóbulo Archila                      | 15 février 1923    | 1er décembre 1924  | [ 2 ]       |
| 2  | Jesús María Marulanda Sonsón            | 18 décembre 1924   | 7 août 1926        | [ 2 ]       |
| 3  | Juan Antonio Gómez Recuero              | 7 août 1926        | 3 janvier 1927     | [ 3 ]       |
| 4  | Salvador Franco                         | 12 janvier 1927    | 17 mai 1927        | [ 3 ]       |
| 5  | Jesús María Esteban Jaramillo Gutiérrez | 17 mai 1927        | 18 janvier 1929    | [ 3 ]       |
| 6  | Francisco de Paula Pérez Tamayo         | 18 janvier 1929    | 1er avril 1930     | [ 3 ]       |
| 7  | Eduardo Vallejo Varela                  | 12 avril 1930      | 7 août 1930        | [ 3 ]       |
| 8  | Francisco de Paula Pérez Tamayo         | 7 août 1930        | 28 juillet 1931    | [ 4 ]       |
| 9  | Jesús María Marulanda Sonsón            | 28 juillet 1931    | 9 octobre 1931     | [ 4 ]       |
| 10 | Jesús María Esteban Jaramillo Gutiérrez | 27 novembre 1931   | 7 août 1934        | [ 4 ]       |
| 11 | Carlos Echeverri Uribe                  | 7 août 1934        | 13 août 1934       | [ 5 ]       |
| 12 | Marco Aulí                              | 13 août 1934       | 25 septembre 1934  | [ 5 ]       |
| 13 | Jorge Soto del Corral                   | 26 octobre 1934    | 4 avril 1936       | [ 5 ]       |
| 14 | Gonzalo Restrepo Jaramillo              | 4 avril 1936       | 27 mars 1937       | [ 5 ]       |
| 15 | José Joaquín Castro Martínez            | 27 mars 1937       | 4 juin 1937        | [ 5 ]       |
| 16 | Gonzalo Restrepo Jaramillo              | 4 juin 1937        | 2 avril 1938       | [ 5 ]       |
| 17 | Héctor José Vargas                      | 2 avril 1938       | 7 août 1938        | [ 5 ]       |
| 18 | Carlos Lleras Restrepo                  | 7 août 1938        | 24 mars 1941       | [ 6 ]       |
| 19 | Gonzalo Restrepo Jaramillo              | 3 avril 1941       | 26 août 1941       | [ 6 ]       |
| 20 | Carlos Lleras Restrepo                  | 26 août 1941       | 7 août 1942        | [ 6 ]       |
| 21 | Alfonso Araújo Gaviria                  | 7 août 1942        | 23 août 1943       | [ 7 ]       |
| 22 | Arcesio Londoño Palacio                 | 23 août 1943       | 8 octobre 1943     | [ 7 ]       |
| 23 | Carlos Lleras Restrepo                  | 8 octobre 1943     | 6 mars 1944        | ,           |
| 24 | Gonzalo Restrepo Jaramillo              | 6 mars 1944        | 19 janvier 1945    | ,           |
| 25 | Roberto Urdaneta Arbeláez               | 30 mars 1945       | 9 avril 1945       | [ 9 ]       |
| 26 | Carlos Sanz de Santamaría               | 9 avril 1945       | 13 août 1945       | ,           |
| 27 | Francisco de Paula Pérez Tamayo         | 9 septembre 1945   | 27 octobre 1947    | ,           |
| 28 | José María Bernal Bernal                | 27 octobre 1947    | 7 mars 1949        | [ 11 ]      |
| 29 | Hernán Jaramillo Ocampo                 | 7 mars 1949        | 7 août 1950        | [ 11 ]      |
| 30 | Rafael Delgado Barreneche               | 7 août 1950        | 2 février 1951     | [ 12 ]      |
| 31 | Antonio Álvarez Restrepo                | 2 février 1951     | 13 juin 1953       | ,           |
| 32 | Carlos Villaveces Restrepo              | 13 juin 1953       | 19 septembre 1956  | [ 14 ]      |
| 33 | Néstor Ibarra Yáñez                     | 19 septembre 1956  | 4 octobre 1956     | [ 14 ]      |
| 34 | Luis Morales Gómez                      | 4 octobre 1956     | 11 mai 1957        | [ 14 ]      |
| 35 | Antonio Álvarez Restrepo                | 11 mai 1957        | 18 décembre 1957   | [ 15 ]      |
| 36 | Jesús María Marulanda Sonsón            | 18 décembre 1957   | 7 août 1958        | [ 15 ]      |
| 37 | Hernando Agudelo Villa                  | 7 août 1958        | 1er septembre 1961 | [ 16 ]      |
| 38 | Misael Pastrana Borrero                 | 1er septembre 1961 | 16 novembre 1961   | [ 16 ]      |
| 39 | Jorge Mejía Palacio                     | 16 novembre 1961   | 7 août 1962        | [ 16 ]      |
| 40 | Virgilio Barco Vargas                   | 7 août 1962        | 5 septembre 1962   | [ 17 ]      |
| 41 | Carlos Sanz de Santamaría               | 5 septembre 1962   | 21 février 1964    | [ 17 ]      |
| 42 | Diego Calle Restrepo                    | 21 février 1964    | 6 août 1964        | [ 17 ]      |
| 43 | Hernando Durán Dussán                   | 6 août 1964        | 23 juin 1965       | [ 17 ]      |
| 44 | Joaquín Vallejo Arbeláez                | 14 juillet 1965    | 7 août 1966        | [ 17 ]      |
| 45 | Abdón Espinosa Valderrama               | 7 août 1966        | 7 août 1970        | [ 18 ]      |
| 46 | Alfonso Patiño Rosselli                 | 7 août 1970        | 9 juin 1971        | [ 19 ]      |
| 47 | Rodrigo Llorente Martínez               | 9 juin 1971        | 13 avril 1973      | [ 19 ]      |
| 48 | Luis Fernando Echavarría Vélez          | 13 avril 1973      | 7 août 1974        | [ 19 ]      |
| 49 | Rodrigo Botero Montoya                  | 7 août 1974        | 23 décembre 1976   | [ 20 ]      |
| 50 | Abdón Espinosa Valderrama               | 23 décembre 1976   | 3 octobre 1977     | [ 20 ]      |
| 51 | Alfonso Palacio Rudas                   | 3 octobre 1977     | 7 août 1978        | [ 20 ]      |
| 52 | Jaime García Parra                      | 7 août 1978        | 13 janvier 1981    | [ 21 ]      |
| 53 | Eduardo Wiesner Durán                   | 13 janvier 1981    | 7 août 1982        | [ 21 ]      |
| 54 | Edgar Gutiérrez Castro                  | 7 août 1982        | juillet 1984       | [ 22 ]      |
| 55 | Roberto Junguito Bonnet                 | juillet 1984       | 17 juin 1987       | [ 22 ]      |
| 56 | Hugo Palacios Mejía                     | septembre 1985     | 7 août 1986        | [ 22 ]      |
| 57 | César Gaviria                           | 7 août 1986        | 17 juin 1987       | [ 23 ]      |
| 58 | Luis Fernando Alarcón Mantilla          | 17 juin 1987       | 7 août 1990        | [ 23 ]      |
| 59 | Rudolf Hommes Rodríguez                 | 7 août 1990        | 7 août 1994        | [ 24 ]      |
| 60 | Guillermo Perry Rubio                   | 7 août 1994        | 3 mai 1996         | ,           |
| 61 | José Antonio Ocampo                     | 3 mai 1996         | 24 novembre 1997   | [ 25 ]      |
| 62 | Antonio José Urdinola Uribe             | 24 novembre 1997   | 7 août 1998        | [ 26 ]      |
| 63 | Juan Camilo Restrepo Salazar            | 7 août 1998        | 7 août 2000        | [ 27 ]      |
| 64 | Juan Manuel Santos Calderón             | 18 juillet 2000    | 7 juin 2003        | [ 28 ]      |
| 65 | Roberto Junguito Bonnet                 | 7 août 2002        | 7 juin 2003        | [ 29 ]      |
| 66 | Alberto Carrasquilla Barrera            | 20 juin 2003       | 7 mars 2007        | [ 29 ]      |
| 67 | Óscar Iván Zuluaga                      | 7 mars 2007        | 7 août 2010        | [ 30 ]      |
| 68 | Juan Carlos Echeverry                   | 7 août 2010        | 3 septembre 2012   | ,           |
| 69 | Mauricio Cárdenas Santamaría            | 3 septembre 2012   | 7 août 2018        | [ 32 ]      |
| 70 | Alberto Carrasquilla Barrera            | 7 août 2018        | 3 mai 2021         |             |
| 71 | José Manuel Restrepo Abondano           | 3 mai 2021         | 7 août 2022        |             |
| 72 | José Antonio Ocampo                     | 7 août 2022        | 26 avril 2023      |             |
| 73 | Ricardo Bonilla                         | 1er mai 2023       | 4 décembre 2024    |             |
| 74 | Diego Guevara                           | 29 janvier 2025    | 18 mars 2025       |             |
| 75 | Germán Ávila                            | 20 mars 2025       | en cours           |             |